# Franz Xaver Fieber
Franz Xaver Fieber (Praga, 1 de marzo de 1807 - Chrudim, 22 de febrero de 1872) fue un entomólogo y botánico checo.

## Biografía
Era hijo de Franz Anton Fieber y de Maria Anna Hantsehl. Estudia en el Instituto Politécnico de Praga de 1824 a 1828. Comienza a trabajar en las finanzas antes de convertirse en magistrado en Chrudim en Bohemia.
Fue miembro de la Deutsche Akademie der Naturforscher Leopoldina. Fue el autor de Die Europäische Hemiptera (1860) y de otras numerosas publicaciones. Estudia tanto a los hemípteros, como a los ortópteros.
Recolectó especímenes de plantas e insectos en la India.
- La abreviatura «Fieber» se emplea para indicar a Franz Xaver Fieber como autoridad en la descripción y clasificación científica de los vegetales.[1]

## Obra
- "Oekonomishc-technische Flora Bohmens", Fieber, Vol. 1, parte 1, pp. [1]-261, enero 1836, parte 2, p. 263-508, dic 1836; vol. 2, parte 1, pp. [1]-278, 1839, parte 2, p. 279-512, 1841; vol. 3, parte 1, [ii-v], [I]-LI, Die Kartoffeln, 1843; [i]-xvi, [1]-577, errata en p. 3 cover, 2 pl. [preimpr. Kartoffeln 1842]

- Die europäischen Hemiptera, Halbflügler (Rhynchota Heteroptera). Saarbrücken : VDM Verlag Dr. Müller, 2007, Reimpr. der Ausg. Viena, 1861

## Honores

### Eponimia
Género
- (Apiaceae) Fiebera Opiz[2]

Especies
- (Iridaceae) Iris fieberi Seidl[3]

- (Lamiaceae) Mentha fieberiana Opiz ex Steud.[4]

- (Potamogetonaceae) Potamogeton fieberi Rouy[5]

- (Rosaceae) Rubus fieberi Ortm.[6]

### Fuente
- Allen G. Debus (dir.) 1968. World Who’s Who in Science. A Biographical Dictionary of Notable Scientists from Antiquity to the Present. Marquis-Who’s Who (Chicago) : xvi + 1855 pp.